# Carl Christian von Seeger
Carl Christian Gottlob Seeger, ab 1801 Freiherr von Seeger, (* 21. Dezember 1773 in Bietigheim; † 24. Mai 1858) war ein württembergischer Wasserbauingenieur.

## Leben
Seeger, ein Sohn der Johanna Louise von Seeger und ihres Gatten, des Intendanten der Hohen Karlsschule Christoph Dionysius von Seeger, besuchte ab 1780 diese Bildungsanstalt. 1787 wurde er dort für „vorzügliches und edles Benehmen“ gelobt, 1791 erhielt er einen Preis für „Künste-Composition“ und 1792 wurde er Leutnant. Seine militärische Karriere führte ihn 1798 weiter zum Quartiermeisterpatent, 1801 wurde er Hauptmann, 1805 Major, 1806 erhielt er das Major- und Generalquartiermeisterleutnantpatent, ein Jahr später wurde er Oberstleutnant und Oberst und 1811 schließlich Generalmajor. Bereits 1801 war sein Vater in den Freiherrenstand erhoben worden.
Im selben Jahr wurde Carl Christian von Seeger auch Staatsrat und Generalwasserbaudirektor in Württemberg. In dieser Eigenschaft war er zeitweise der Vorgesetzte Karl August Friedrich von Duttenhofers.
Von 1836 bis 1839 erarbeitete Seeger gemeinsam mit Georg von Bühler Studien für Eisenbahnstrecken in Württemberg, wobei Seeger mit der Nord- und der Westbahn betraut wurde. Im März 1841 wurde er pensioniert und erhielt im gleichen Jahr das Kommenturkreuz des Ordens der Württembergischen Krone.

## Reisen
In den Jahren 1797 und 1798 unternahm von Seeger Studienreisen zum Thema Wasserbau, die ihn unter anderem nach Kassel, Sachsen und Thüringen, aber auch nach Holland und Österreich führten. 1837 fuhr er nach England, um das Eisenbahnwesen vor Ort kennenzulernen.

## Familie
Seeger heiratete 1803 Caroline Zentgraf, eine Tochter des fürstlich löwensteinischen Hofrates Franz Reinhard Zentgraf. Aus der Ehe gingen mehrere Kinder hervor. Die Unterlagen der Familie von Seeger befinden sich im Hauptstaatsarchiv in Stuttgart.